# Матч всех звёзд MLS
Матч всех звёзд MLS (англ. MLS All-Star Game) — ежегодный футбольный матч лиги MLS, проводящийся между сборной популярных игроков лиги и приглашённым зарубежным клубом. Проводится с 1996 года.

## История
«Матч всех звёзд» — это показательная игра, проводящаяся для удовольствия болельщиков. Одиннадцать футболистов отбираются поклонниками спорта через интернет-голосование. Тренеру команды всех звёзд позволяется дополнительно избрать девятерых игроков, а два места отдаются на выбор комиссару лиги. Таким образом в команду всех звёзд избирается 22 игрока. В первой половине матча участвуют одиннадцать игроков, а им на замену во втором тайме выходит вторая половина из 22-х.
Первый матч был проведён в 1996 году. Подобно другим североамериканским спортивным лигам, первоначально соревнование проводилось между сборными звёзд Западной и Восточной конференций MLS. Впоследствии лига начала экспериментировать с форматом. В 1998 году был проведён матч между американскими звёздами MLS и звёздами MLS из других стран мира. В 2002 году звёзды MLS соревновались против национальной сборной США. В 2003 году, а затем с 2005 по 2019 год и в 2023 году матч проводился между сборной звёзд MLS и популярным зарубежным клубом. Матч 2020 года был отменён из-за пандемии COVID-19. В 2021 и 2022 годах и с 2024 года по настоящее время матч проводится между сборными звёзд MLS и Лиги MX.

## Матчи всех звёзд
| Матч всех звёзд 1996 14 июля 1996                        | \| MLS Восток \| 3:2 отчёт \| MLS Запад \| \| Таб Рамос 14′ · Джованни Саваресе 69′ · Стив Питтман 88′ \| Голы \| Преки 33′ · Джейсон Крайс 37′ \| | Джайантс Стэдиум Ист-Ратерфорд, Нью-Джерси Зрителей: 78 416 Судья: Кевин Стотт |
| MLS Восток                                               | 3:2 отчёт | MLS Запад                                                                      |
| Таб Рамос 14′ · Джованни Саваресе 69′ · Стив Питтман 88′ | Голы | Преки 33′ · Джейсон Крайс 37′                                                  |

| Матч всех звёзд 1997 9 июля 1997                                                                              | \| MLS Восток \| 5:4 отчёт \| MLS Запад \| \| Карлос Вальдеррама 50′ · Джузеппе Гальдеризи 63′ · Роберт Важиха 66′ · Ричи Уильямс 70′ · Брайан Макбрайд 88′ \| Голы \| Данте Вашингтон 11′ · Хорхе Кампос 44′ · Виталис Такавира 80′ · Коби Джонс 86′ \| | Джайантс Стэдиум Ист-Ратерфорд, Нью-Джерси Зрителей: 24 816 Судья: Артуро Анхелес |
| MLS Восток | 5:4 отчёт | MLS Запад                                                                         |
| Карлос Вальдеррама 50′ · Джузеппе Гальдеризи 63′ · Роберт Важиха 66′ · Ричи Уильямс 70′ · Брайан Макбрайд 88′ | Голы | Данте Вашингтон 11′ · Хорхе Кампос 44′ · Виталис Такавира 80′ · Коби Джонс 86′    |

| Матч всех звёзд 1998 2 августа 1998                                                                   | \| MLS США \| 6:1 отчёт \| MLS Мир \| \| Таб Рамос 5′ · Алекси Лалас 15′ · Брайан Макбрайд 16′ · Преки 40′ · Рой Ласситер 78′ · Коби Джонс 83′ \| Голы \| Маурисио Рамос 89′ \| | Ситрус Боул Орландо, Флорида Зрителей: 34 416 Судья: Эссе Бахармаст |
| MLS США                                                                                               | 6:1 отчёт | MLS Мир                                                             |
| Таб Рамос 5′ · Алекси Лалас 15′ · Брайан Макбрайд 16′ · Преки 40′ · Рой Ласситер 78′ · Коби Джонс 83′ | Голы | Маурисио Рамос 89′                                                  |

| Матч всех звёзд 1999 17 июля 1999                                                   | \| MLS Восток \| 4:6 отчёт \| MLS Запад \| \| Рой Ласситер 1′ · Джо-Макс Мур 62′ (пен.) · Карлос Вальдеррама 73′ · Стерн Джон 83′ \| Голы \| Преки 13′, 38′ · Роман Косецкий 32′ · Коби Джонс 36′ · Маурисио Райт 84′ · Рональд Серритос 89′ \| | Куалкомм Стэдиум Сан-Диего, Калифорния Зрителей: 23 227 Судья: Сандра Хант                      |
| MLS Восток                                                                          | 4:6 отчёт | MLS Запад                                                                                       |
| Рой Ласситер 1′ · Джо-Макс Мур 62′ (пен.) · Карлос Вальдеррама 73′ · Стерн Джон 83′ | Голы | Преки 13′, 38′ · Роман Косецкий 32′ · Коби Джонс 36′ · Маурисио Райт 84′ · Рональд Серритос 89′ |

| Матч всех звёзд 2000 29 июля 2000 | \| MLS Восток \| 9:4 отчёт \| MLS Запад \| \| Клинт Мэтис 2′ · Хайме Морено 36′ · Адольфо Валенсия 39′ · Марк Чанг 51′ · Мамаду Дьялло 59′, 61′ · Джей Хипс 64′ · Данте Вашингтон 67′ · Брайан Макбрайд 76′ \| Голы \| Анте Разов 17′, 22′ · Маурисио Сьенфуэгос 19′ · Пётр Новак 44′ \| | Коламбус Крю Стэдиум Колумбус, Огайо Зрителей: 23 495 Судья: Пол Тамберино |
| MLS Восток | 9:4 отчёт | MLS Запад                                                                  |
| Клинт Мэтис 2′ · Хайме Морено 36′ · Адольфо Валенсия 39′ · Марк Чанг 51′ · Мамаду Дьялло 59′, 61′ · Джей Хипс 64′ · Данте Вашингтон 67′ · Брайан Макбрайд 76′ | Голы | Анте Разов 17′, 22′ · Маурисио Сьенфуэгос 19′ · Пётр Новак 44′             |

| Матч всех звёзд 2001 28 июля 2001                                                                | \| MLS Восток \| 6:6 отчёт \| MLS Запад \| \| Алекс Пинеда Чакон 28′ · Брайан Макбрайд 34′, 39′ · Мамаду Дьялло 53′ · Джим Руни 84′ · Кате 87′ \| Голы \| Лэндон Донован 3′, 7′, 18′, 92+′ · Ариэль Грасиани 26′ · Дима Коваленко 69′ \| | Спартан Стэдиум Сан-Хосе, Калифорния Зрителей: 23 512 Судья: Ноэл Кенни     |
| MLS Восток                                                                                       | 6:6 отчёт | MLS Запад                                                                   |
| Алекс Пинеда Чакон 28′ · Брайан Макбрайд 34′, 39′ · Мамаду Дьялло 53′ · Джим Руни 84′ · Кате 87′ | Голы | Лэндон Донован 3′, 7′, 18′, 92+′ · Ариэль Грасиани 26′ · Дима Коваленко 69′ |

| Матч всех звёзд 2002 3 августа 2002                        | \| Звёзды MLS \| 3:2 отчёт \| Сборная США \| \| Джейсон Крайс 59′ · Марко Этчеверри 72′ · Стив Ролстон 81′ \| Голы \| Лэндон Донован 57′ · Коби Джонс 76′ \| | Роберт Ф. Кеннеди Мемориэл Стэдиум Вашингтон, округ Колумбия Зрителей: 31 096 Судья: Брайан Холл |
| Звёзды MLS                                                 | 3:2 отчёт | Сборная США                                                                                      |
| Джейсон Крайс 59′ · Марко Этчеверри 72′ · Стив Ролстон 81′ | Голы | Лэндон Донован 57′ · Коби Джонс 76′                                                              |

| Матч всех звёзд 2003 2 августа 2003                   | \| Звёзды MLS \| 3:1 отчёт \| Гвадалахара \| \| Анте Разов 57′ · Карлос Руис 68′ · Дамаркус Бизли 83′ \| Голы \| Хаир Гарсия 66′ \| | Хоум Дипо Сентер Карсон, Калифорния Зрителей: 27 000 Судья: Кевин Терри |
| Звёзды MLS                                            | 3:1 отчёт | Гвадалахара                                                             |
| Анте Разов 57′ · Карлос Руис 68′ · Дамаркус Бизли 83′ | Голы | Хаир Гарсия 66′                                                         |

| Матч всех звёзд 2004 31 июля 2004                   | \| MLS Восток \| 3:2 отчёт \| MLS Запад \| \| Амадо Гевара 20′, 22′ (пен.) · Алеко Эскандарян 74′ \| Голы \| Брайан Чинг 43′ · Джейсон Крайс 89′ \| | Роберт Ф. Кеннеди Мемориэл Стэдиум Вашингтон, округ Колумбия Зрителей: 21 378 Судья: Майкл Кеннеди |
| MLS Восток                                          | 3:2 отчёт | MLS Запад                                                                                          |
| Амадо Гевара 20′, 22′ (пен.) · Алеко Эскандарян 74′ | Голы | Брайан Чинг 43′ · Джейсон Крайс 89′                                                                |

| Матч всех звёзд 2005 30 июля 2005                                   | \| Звёзды MLS \| 4:1 отчёт \| Фулхэм \| \| Тейлор Туэллмен 23′ · Ронни О’Брайен 56′ · Джефф Каннингем 85′, 89′ \| Голы \| Клаус Йенсен 36′ (пен.) \| | Коламбус Крю Стэдиум Колумбус, Огайо Зрителей: 23 309 Судья: Рикардо Валенсуэла |
| Звёзды MLS                                                          | 4:1 отчёт | Фулхэм                                                                          |
| Тейлор Туэллмен 23′ · Ронни О’Брайен 56′ · Джефф Каннингем 85′, 89′ | Голы | Клаус Йенсен 36′ (пен.)                                                         |

| Матч всех звёзд 2006 5 августа 2006 | \| Звёзды MLS \| 1:0 отчёт \| Челси \| \| Дуэйн Де Розарио 70′ \| Голы \| \| | Тойота Парк Бриджвью, Иллинойс Зрителей: 21 210 Судья: Абби Окуладжа |
| Звёзды MLS                          | 1:0 отчёт                                                                    | Челси                                                                |
| Дуэйн Де Розарио 70′                | Голы                                                                         |                                                                      |

| Матч всех звёзд 2007 19 июля 2007     | \| Звёзды MLS \| 2:0 отчёт \| Селтик \| \| Хуан Пабло Анхель 36′ · Хуан Тоха 44′ \| Голы \| \| | Дикс Спортинг Гудс Парк Коммерс-Сити, Колорадо Зрителей: 18 661 Судья: Бальдомеро Толедо |
| Звёзды MLS                            | 2:0 отчёт                                                                                      | Селтик                                                                                   |
| Хуан Пабло Анхель 36′ · Хуан Тоха 44′ | Голы                                                                                           |                                                                                          |

| Матч всех звёзд 2008 24 июля 2008                                       | \| Звёзды MLS \| 3:2 отчёт \| Вест Хэм Юнайтед \| \| Кристиан Гомес 27′ · Куаутемок Бланко 43′ · Дуэйн Де Розарио 69′ (пен.) \| Голы \| Дин Эштон 26′, 67′ \| | Бимо Филд Торонто, Онтарио Зрителей: 20 844 Судья: Маурисио Наварро |
| Звёзды MLS                                                              | 3:2 отчёт | Вест Хэм Юнайтед                                                    |
| Кристиан Гомес 27′ · Куаутемок Бланко 43′ · Дуэйн Де Розарио 69′ (пен.) | Голы | Дин Эштон 26′, 67′                                                  |

| Матч всех звёзд 2009 29 июля 2009                                                       | \| Звёзды MLS \| 1:1 п. 3:4 отчёт \| Эвертон \| \| Брэд Дэвис 26′ \| Голы \| Луи Саа 12′ \| \| Лэндон Донован · Брэд Дэвис · Дейви Арно · Уилл Джонсон · Конор Кейси · Фредрик Юнгберг \| Пенальти \| Джеймс Вон · Жо · Лейтон Бейнс · Фил Невилл · Джолеон Лескотт · Джек Родуэлл \| | Рио Тинто Стэдиум Санди, Юта Зрителей: 20 124 Судья: Рикардо Саласар         |
| Звёзды MLS                                                                              | 1:1 п. 3:4 отчёт | Эвертон                                                                      |
| Брэд Дэвис 26′                                                                          | Голы | Луи Саа 12′                                                                  |
| Лэндон Донован · Брэд Дэвис · Дейви Арно · Уилл Джонсон · Конор Кейси · Фредрик Юнгберг | Пенальти | Джеймс Вон · Жо · Лейтон Бейнс · Фил Невилл · Джолеон Лескотт · Джек Родуэлл |

| Матч всех звёзд 2010 28 июля 2010      | \| Звёзды MLS \| 2:5 отчёт \| Манчестер Юнайтед \| \| Брайан Чинг 64′ · Дуэйн Де Розарио 90′ \| Голы \| Федерико Македа 1′, 13′ · Даррон Гибсон 70′ · Том Клеверли 73′ · Хавьер Эрнандес 84′ \| | Релайант Стэдиум Хьюстон, Техас Зрителей: 70 728 Судья: Хорхе Гонсалес               |
| Звёзды MLS                             | 2:5 отчёт | Манчестер Юнайтед                                                                    |
| Брайан Чинг 64′ · Дуэйн Де Розарио 90′ | Голы | Федерико Македа 1′, 13′ · Даррон Гибсон 70′ · Том Клеверли 73′ · Хавьер Эрнандес 84′ |

| Матч всех звёзд 2011 27 июля 2011 | \| Звёзды MLS \| 0:4 отчёт \| Манчестер Юнайтед \| \| \| Голы \| Андерсон 20′ · Пак Чи Сон 45′ · Димитр Бербатов 52′ · Дэнни Уэлбек 68′ \| | Ред Булл Арена Гаррисон, Нью-Джерси Зрителей: 26 760 Судья: Джаир Марруфо |
| Звёзды MLS                        | 0:4 отчёт | Манчестер Юнайтед                                                         |
|                                   | Голы | Андерсон 20′ · Пак Чи Сон 45′ · Димитр Бербатов 52′ · Дэнни Уэлбек 68′    |

| Матч всех звёзд 2012 25 июля 2012                           | \| Звёзды MLS \| 3:2 отчёт \| Челси \| \| Крис Вондоловски 21′ · Крис Понтиус 73′ · Эдди Джонсон 91+′ \| Голы \| Джон Терри 32′ · Фрэнк Лэмпард 58′ \| | Пи-пи-эл Парк Честер, Пенсильвания Зрителей: 19 236 Судья: Бальдомеро Толедо |
| Звёзды MLS                                                  | 3:2 отчёт | Челси                                                                        |
| Крис Вондоловски 21′ · Крис Понтиус 73′ · Эдди Джонсон 91+′ | Голы | Джон Терри 32′ · Фрэнк Лэмпард 58′                                           |

| Матч всех звёзд 2013 31 июля 2013 | \| Звёзды MLS \| 1:3 отчёт \| Рома \| \| Омар Гонсалес 90+1′ \| Голы \| Кевин Стротман 4′ · Алессандро Флоренци 47′ · Миралем Пьянич 54' · Жуниор Талло 68′ · Маркиньо 85' \| | Спортинг Парк Канзас-Сити, Канзас Зрителей: 21 175 Судья: Иларио Грахеда                           |
| Звёзды MLS                        | 1:3 отчёт | Рома                                                                                               |
| Омар Гонсалес 90+1′               | Голы | Кевин Стротман 4′ · Алессандро Флоренци 47′ · Миралем Пьянич 54' · Жуниор Талло 68′ · Маркиньо 85' |

| Матч всех звёзд 2014 6 августа 2014                                                   | \| Звёзды MLS \| 2:1 отчёт 1 отчёт 2 \| Бавария \| \| Брэдли Райт-Филлипс 51′ · Освальдо Алонсо 64' · Лэндон Донован 70′ · Уилл Джонсон 89' \| Голы \| Роберт Левандовский 8′ · Жером Боатенг 90+2' \| | Провиденс Парк Портленд, Орегон Зрителей: 21 733 Судья: Джаир Марруфо |
| Звёзды MLS                                                                            | 2:1 отчёт 1 отчёт 2 | Бавария                                                               |
| Брэдли Райт-Филлипс 51′ · Освальдо Алонсо 64' · Лэндон Донован 70′ · Уилл Джонсон 89' | Голы | Роберт Левандовский 8′ · Жером Боатенг 90+2'                          |

| Матч всех звёзд 2015 29 июля 2015 | \| Звёзды MLS \| 2:1 отчёт 1 отчёт 2 \| Тоттенхэм Хотспур \| \| Кака 20′ (пен.) · Давид Вилья 23′ \| Голы \| Эрик Дайер 36' · Гарри Кейн 37′ \| | Дикс Спортинг Гудс Парк Коммерс-Сити, Колорадо Зрителей: 18 671 Судья: Исмаил Эльфат |
| Звёзды MLS                        | 2:1 отчёт 1 отчёт 2 | Тоттенхэм Хотспур                                                                    |
| Кака 20′ (пен.) · Давид Вилья 23′ | Голы | Эрик Дайер 36' · Гарри Кейн 37′                                                      |

| Матч всех звёзд 2016 28 июля 2016    | \| Звёзды MLS \| 1:2 отчёт \| Арсенал \| \| Лоран Симан 10' · Дидье Дрогба 45+2′ \| Голы \| Жоэль Кэмпбелл 11′ (пен.) · Чуба Акпом 87′ \| | Авайя Стэдиум Сан-Хосе, Калифорния Зрителей: 18 000 Судья: Крис Пенсо |
| Звёзды MLS                           | 1:2 отчёт | Арсенал                                                               |
| Лоран Симан 10' · Дидье Дрогба 45+2′ | Голы | Жоэль Кэмпбелл 11′ (пен.) · Чуба Акпом 87′                            |

| Матч всех звёзд 2017 2 августа 2017                              | \| Звёзды MLS \| 1:1 п. 2:4 отчёт \| Реал Мадрид \| \| Дом Дуайер 87′ \| Голы \| Борха Майораль 59′ \| \| Дом Дуайер · Джовани Дос Сантос · Диего Валери · Мигель Альмирон \| Пенальти \| Карим Бензема · Гарет Бейл · Матео Ковачич · Марсело \| | Солджер Филд Чикаго, Иллинойс Зрителей: 61 428 Судья: Аллен Чапман |
| Звёзды MLS                                                       | 1:1 п. 2:4 отчёт | Реал Мадрид                                                        |
| Дом Дуайер 87′                                                   | Голы | Борха Майораль 59′                                                 |
| Дом Дуайер · Джовани Дос Сантос · Диего Валери · Мигель Альмирон | Пенальти | Карим Бензема · Гарет Бейл · Матео Ковачич · Марсело               |

| Матч всех звёзд 2018 1 августа 2018                            | \| Звёзды MLS \| 1:1 п. 3:5 отчёт \| Ювентус \| \| Хосеф Мартинес 26′ \| Голы \| Андреа Фавилли 21′ \| \| Грэм Зуси · Йосимар Йотун · Диего Валери · Брэдли Райт-Филлипс \| Пенальти \| Николо Фаджиоло · Стефано Бельтраме · Григорис Кастанос · Леандро Фернандес · Маттия Де Шильо \| | Мерседес-Бенц Стэдиум Атланта, Джорджия Зрителей: 72 317 Судья: Роберт Сибиджа                |
| Звёзды MLS                                                     | 1:1 п. 3:5 отчёт | Ювентус                                                                                       |
| Хосеф Мартинес 26′                                             | Голы | Андреа Фавилли 21′                                                                            |
| Грэм Зуси · Йосимар Йотун · Диего Валери · Брэдли Райт-Филлипс | Пенальти | Николо Фаджиоло · Стефано Бельтраме · Григорис Кастанос · Леандро Фернандес · Маттия Де Шильо |

| Матч всех звёзд 2019 31 июля 2019 | \| Звёзды MLS \| 0:3 отчёт \| Атлетико Мадрид \| \| \| Голы \| Маркос Льоренте 43′ · Жуан Феликс 85′ · Диего Коста 90+3′ \| | Эксплория Стэдиум Орландо, Флорида Зрителей: 25 527 Судья: Дрю Фишер |
| Звёзды MLS                        | 0:3 отчёт | Атлетико Мадрид                                                      |
|                                   | Голы | Маркос Льоренте 43′ · Жуан Феликс 85′ · Диего Коста 90+3′            |

| Матч всех звёзд 2021 25 августа 2021                                 | \| Звёзды MLS \| 1:1 п. 3:2 отчёт \| Звёзды Лиги MX \| \| Хесус Мурильо 53′ \| Голы \| Джонатан Родригес 20′ \| \| Дамир Крайлах · Даниел Шаллои · Эдуард Атуэста · Нани · Рикардо Пепи \| Пенальти \| Рубенс Самбуэса · Рохелио Фунес Мори · Эрик Лира · Сальвадор Рейес · Луис Ромо \| | Бимо Стэдиум Лос-Анджелес, Калифорния Зрителей: 21 000 Судья: Армандо Вильярреаль |
| Звёзды MLS                                                           | 1:1 п. 3:2 отчёт | Звёзды Лиги MX                                                                    |
| Хесус Мурильо 53′                                                    | Голы | Джонатан Родригес 20′                                                             |
| Дамир Крайлах · Даниел Шаллои · Эдуард Атуэста · Нани · Рикардо Пепи | Пенальти | Рубенс Самбуэса · Рохелио Фунес Мори · Эрик Лира · Сальвадор Рейес · Луис Ромо    |

| Матч всех звёзд 2022 10 августа 2022      | \| Звёзды MLS \| 2:1 отчёт \| Звёзды Лиги MX \| \| Карлос Вела 3′ · Рауль Руидиас 73′ (пен.) \| Голы \| Кевин Альварес 83′ \| | Аллианц Филд Сент-Пол, Миннесота Зрителей: 19 727 Судья: Джо Дикерсон |
| Звёзды MLS                                | 2:1 отчёт | Звёзды Лиги MX                                                        |
| Карлос Вела 3′ · Рауль Руидиас 73′ (пен.) | Голы | Кевин Альварес 83′                                                    |

| Матч всех звёзд 2023 19 июля 2023 | \| Звёзды MLS \| 0:5 отчёт \| Арсенал \| \| \| Голы \| Габриэл Жезус 5′ · Леандро Троссард 23′ · Жоржиньо 48′ (пен.) · Габриэл Мартинелли 84′ · Кай Хаверц 89′ \| | Ауди Филд Вашингтон, округ Колумбия Зрителей: 20 621 Судья: Тед Анкел                                   |
| Звёзды MLS                        | 0:5 отчёт | Арсенал                                                                                                 |
|                                   | Голы | Габриэл Жезус 5′ · Леандро Троссард 23′ · Жоржиньо 48′ (пен.) · Габриэл Мартинелли 84′ · Кай Хаверц 89′ |

| Матч всех звёзд 2024 24 июля 2024 | \| Звёзды MLS \| 1:4 отчёт \| Звёзды Лиги MX \| \| Кучо Эрнандес 17′ \| Голы \| Херман Бертераме 16′ · Уссама Идрисси 41′ · Хуан Брунетта 68′ · Максимильяно Меса 69′ \| | Лоуэр-дот-ком Филд Колумбус, Огайо Зрителей: 20 931 Судья: Гидо Гонсалес-младший      |
| Звёзды MLS                        | 1:4 отчёт | Звёзды Лиги MX                                                                        |
| Кучо Эрнандес 17′                 | Голы | Херман Бертераме 16′ · Уссама Идрисси 41′ · Хуан Брунетта 68′ · Максимильяно Меса 69′ |

1. 1 2 3 4 5 6 7 8 9 10 11 12 13 14 15 16 17  на стадионе были полностью распроданы все места на матч

## Самый ценный игрок (MVP) матча
| Год  | Самый ценный игрок  |
| ---- | ------------------- |
| 1996 | Карлос Вальдеррама  |
| 1997 | Карлос Вальдеррама  |
| 1998 | Брайан Макбрайд     |
| 1999 | Преки               |
| 2000 | Мамаду Дьялло       |
| 2001 | Лэндон Донован      |
| 2002 | Марко Этчеверри     |
| 2003 | Карлос Руис         |
| 2004 | Амадо Гевара        |
| 2005 | Тейлор Туэллмен     |
| 2006 | Дуэйн Де Розарио    |
| 2007 | Хуан Пабло Анхель   |
| 2008 | Куаутемок Бланко    |
| 2009 | Тим Ховард          |
| 2010 | Федерико Македа     |
| 2011 | Пак Чи Сон          |
| 2012 | Крис Понтиус        |
| 2013 | Алессандро Флоренци |
| 2014 | Лэндон Донован      |
| 2015 | Кака                |
| 2016 | Чуба Акпом          |
| 2017 | Борха Майораль      |
| 2018 | Хосеф Мартинес      |
| 2019 | Маркос Льоренте     |
| 2021 | Мэтт Тёрнер         |
| 2022 | Дейн Сент-Клэр      |
| 2023 | Букайо Сака         |
| 2024 | Хуан Брунетта       |